# Hartmut Bölts
Hartmut Bölts (Rodalben, 14 juni 1961) is een Duits voormalig professioneel wielrenner. Hij reed onder meer één seizoen voor Team Deutsche Telekom (1991). Hartmut is de oudere broer van oud-wielrenner Udo Bölts.
Bölts werd in 1987 Duits kampioen bij de amateurs en een jaar later bij de elite toen hij voor de Franse ploeg RMO uitkwam. 

## Belangrijkste overwinningen
1983
- Eindklassement Flèche du Sud

1985
- Eindklassement Ronde van Hessen

1987
- Duits kampioen op de weg, Amateurs

1988
- Duits kampioen op de weg, Elite

1990
- 8e etappe, deel A Herald Sun Tour

1993
- 8e etappe Ronde van Beieren

1994
- 5e etappe Ronde van Beieren

## Resultaten in voornaamste wedstrijden
| Jaar | Ronde van Italië | Ronde van Frankrijk | Ronde van Spanje |
| ---- | ---------------- | ------------------- | ---------------- |
| 1988 |                  | 140e                |                  |
| 1989 |                  |                     |                  |
| 1990 |                  |                     |                  |

| Jaar | Milaan-San Remo | Amstel Gold Race |  | WK op de weg |
| ---- | --------------- | ---------------- |  | ------------ |
| 1988 |                 |                  |  | 4e           |
| 1989 | 74e             |                  |  |              |
| 1990 |                 | 85e              |  |              |

Wielerploegen van Hartmut Bölts
Bibollet ·
Bölts ·
Chappuis ·
Claveyrolat ·
Colotti ·
Esnault · 
Kimmage ·
Lino · 
Mas · 
A. Pedersen ·
P. Pedersen ·
Pineau · 
Salomon ·
Rault ·
Rezze ·
Ribeiro ·
Simon ·
B. Vallet ·
P. Vallet ·
Vermote
Bagot ·
Bölts ·
Caritoux ·
Claveyrolat ·
Colotti ·
Esnault · 
Jourdan ·
Laurent · 
Lino · 
Manin · 
Mottet · 
A. Pedersen ·
P. Pedersen ·
Pineau · 
Rezze ·
Ribeiro ·
Sanders ·
Vallet ·
Vermote ·
Wüst
Arntz ·
H. Bölts ·
U. Bölts ·
Dörich ·
Eickelbeck ·
Görgen ·
Gröne ·
Holzmann · 
Hopmans ·
Kaiser ·
Moorman ·
Nepp ·
Nijboer ·
Peeters ·
Schleicher · 
Wijnands · 
Woods ·
Wüller
Arntz ·
H. Bölts ·
U. Bölts ·
Dörich ·
Eickelbeck ·
Freuler ·
Gänsler ·
Gröne ·
Hess ·
Holzmann · 
Hübner ·
Kaiser ·
Matwew ·
Nijboer ·
Schleicher · 
Veldscholten ·
Wijnands · 
Wolf ·
Woods ·
Wüller · 
Kemna (stagiair) · 
Koerts (stagiair)